# Listopad 2018

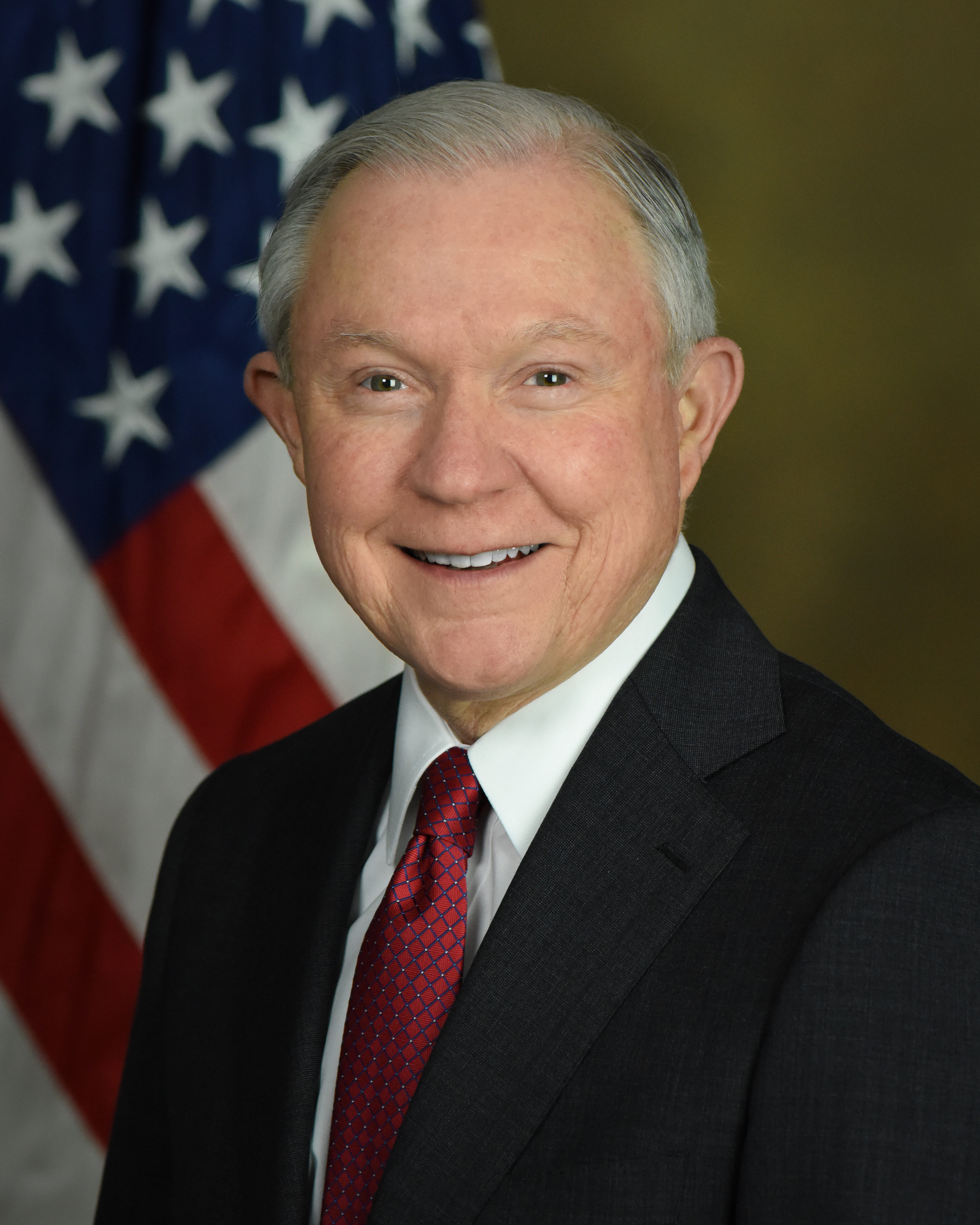
Jeff Sessions

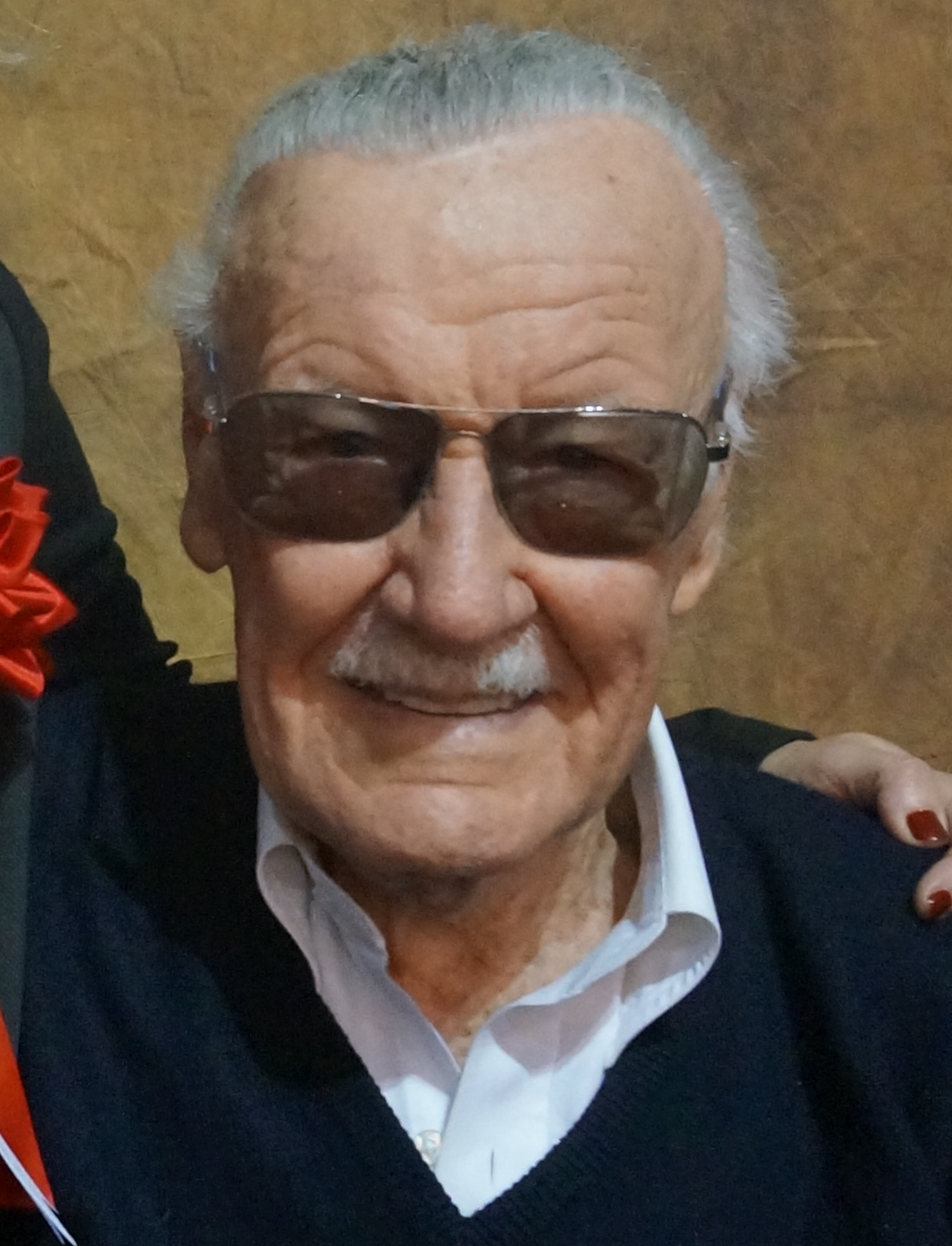
Stan Lee

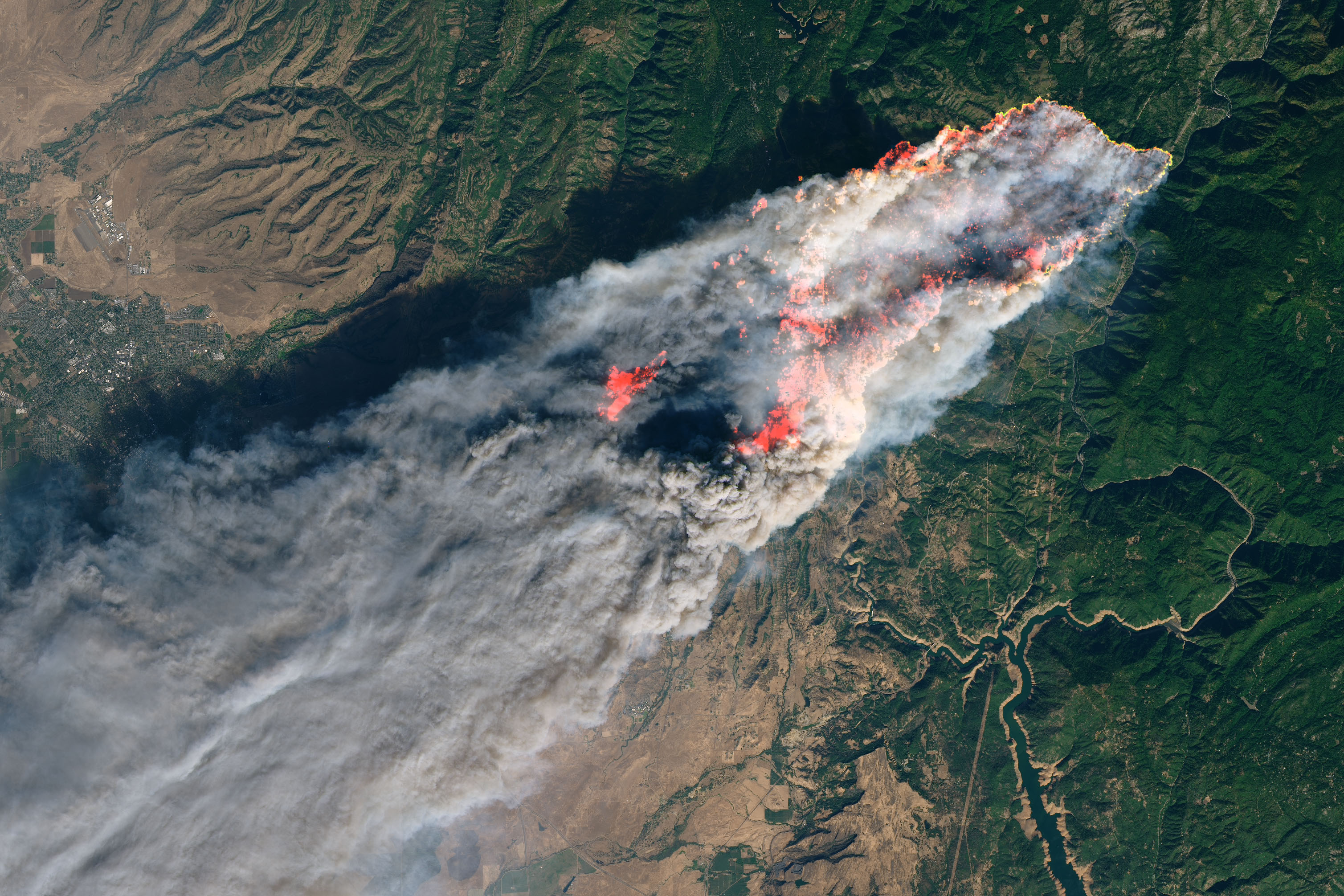
Lesní požáry v Kalifornii

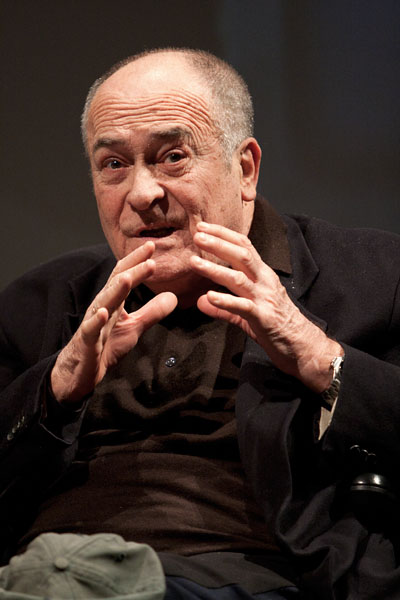
Bernardo Bertolucci

George H. W. Bush

Toto je archivovaný článek z portálu Aktuality.
2. listopadu – pátek
 Nejméně 19 lidí zemřelo kvůli přívalovým povodním, bouřkám a silnému větru v různých částech Itálie.
4. listopadu – neděle
 Český prezident Miloš Zeman přicestoval do Číny na pracovní návštěvu.
 V referendu o nezávislosti Nové Kaledonie se většina hlasujících vyslovila pro setrvání ve svazku s Francií.
7. listopadu – středa
 Americký generální prokurátor Jeff Sessions (na obrázku) rezignoval na svou funkci, kvůli Muellerově vyšetřování ruského ovlivňování amerických prezidentských voleb.
10. listopadu – sobota
 Ve věku 86 let zemřel rozhlasový novinář Jan Petránek.
 Na Slovensku se konaly komunální volby.
11. listopadu – neděle
 Na 70 světových státníků si během vzpomínkové ceremonie v Paříži u Vítězného oblouku připomnělo 100. výročí konce světové války, během které zemřelo 18 milionů lidí.
 Nejméně 200 lidí zemřelo kvůli epidemii hemoragické horečky Ebola v okolí města Beni v konžské provincii Severní Kivu. Řešení epidemie komplikují boje s protivládními milicemi v oblasti.
12. listopadu – pondělí
 Ve věku 95 let zemřel Stan Lee (na obrázku), americký komiksový scenárista, editor a producent společnosti Marvel Comics.
13. listopadu – úterý
 Bývalý makedonský premiér Nikola Gruevski požádal o politický azyl v Maďarsku.
15. listopadu – čtvrtek
 Nejméně 70 lidí zemřelo při lesním požáru v Butte County v severní Kalifornii (na obrázku). Jde tak o nejsmrtonosnější lesní požár v historii státu.
 Zdeněk Hřib (Piráti) byl zvolen novým primátorem hlavního města Prahy.
16. listopadu – pátek
 Generální konference pro míry a váhy na svém 26. zasedání ve Versailles schválila změnu definic základních jednotek soustavy SI, která vstoupí v platnost 20. května 2019.
 Kambodžský soud odsoudil představitele režimu Rudých Khmerů hlavního ideologa Nuon Chea a bývalého premiéra Khieu Samphana k doživotním trestům za jejich podíl na zločinech proti lidskosti, genocidě a válečných zločinech.
17. listopadu – sobota
 Tisíce lidí požadovaly demisi českého premiéra Andreje Babiše kvůli novým zjištěním v kauze Čapí hnízdo.
 Argentinské námořnictvo oznámilo objev vraku ponorky San Juan, která se před rokem potopila v jižním Atlantiku se 44 členy posádky na palubě.
 Statisíce lidí protestovaly ve Francii proti zdražování cen benzínu a nafty.
20. listopadu – úterý
 Markéta Vaňková (ODS) byla zvolena novou primátorkou statutárního města Brna.
 Krajský soud v Českých Budějovicích nařídil opakování voleb do zastupitelstva města Strakonice kvůli narušení svobodné soutěže politických subjektů.
21. listopadu – středa
 Americký misionář John Allen Chau byl zabit po vylodění na ostrově Severní Sentinel při pokusu konvertovat domorodé Sentinelce.
24. listopadu – sobota
 Ve věku 90 let zemřela olympijská vítězka, gymnastka Věra Růžičková.
25. listopadu – neděle
  Český prezident Miloš Zeman s manželkou Ivanou a delegací odcestoval na čtyřdenní státní návštěvu Izraele.
 Rusko zastavilo tři lodě Ukrajinského námořnictva poté, co nákladní lodí zatarasilo prostor pod Krymským mostem. Ukrajinské lodě byly po ostré střelbě zabaveny a nejméně tři ukrajinští námořníci byli zraněni.
 Představitelé členských států EU schválili návrh dohody o Brexitu, tedy odchodu Spojeného království z Evropské unie.
26. listopadu – pondělí
 Ukrajinská krize: Ukrajinský parlament v reakci na incident v Kerčském průlivu schválil vyhlášení třicetidenního válečného stavu od 28. listopadu 2018.
 Americká sonda InSight určená k průzkumu geologie Marsu úspěšně přistála na povrchu planety.
  Libor Grubhoffer obdržel čestný doktorát na Univerzitě Johanna Keplera v Linci.
 Ve věku 77 let zemřel italský režisér Bernardo Bertolucci (na obrázku), režisér oscarového filmu Poslední císař.
28. listopadu – středa
 Ve věku 91 let zemřel herec Lubomír Kostelka.
 Na seznam děl ústního a nehmotného dědictví lidstva UNESCO byl zapsán modrotisk, o jehož zápis žádala Česká republika se čtyřmi dalšími státy.
30. listopadu – pátek
 Ve věku 94 let zemřel George H. W. Bush (na obrázku), 41. prezident Spojených států.